# Wendy & Lisa
A Wendy & Lisa (más néven Girl Bros.) egy zenei páros, melynek tagjai Wendy Melvoin és Lisa Coleman. Az 1980-as évek elején kezdtek el dolgozni Prince-szel és tagjai voltak a The Revolution együttesnek, mielőtt kiadták a debütáló albumukat 1987-ben. Később filmzenéket kezdtek írni és nyertek egy Emmy-díjat.
Öt stúdióalbumot adtak ki, a legutóbbit 2008-ban White Flags of Winter Chimneys címe.

## Történet

### A The Revolution tagjaként
1980-ban Lisa Coleman átvette Gayle Chapman helyét Prince turné-együttesében billentyűkön és zongorán. A következő pár albumon Coleman többször is hozzájárult énekhangjával a felvételekhez. 1983-ban Dez Dickerson gitáros elhagyta az együttest, Prince pedig meghívta Wendy Melvoin-t (Lisa akkori barátnője) az együttesbe és felvették a Purple Rain-t. A filmnek és az albumnak köszönhetően berobbant Prince és az együttes. Prince elkezdett randizni Melvoin testvérével, Susannah-val.
A Purple Rain után Prince és a The Revolution felvette az Around the World in a Day-t és a Parade-et, amely Prince A telihold alatt című filmjének volt zenéje. Interjúkban a páros úgy érezte, hogy nem kapták meg az elismerést, amit érdemeltek. 1986-ban Melvoin és Coleman ellene volt Prince döntéseinek, hogy felvett a The Revolution-ba olyanokat, akik nem zenészek voltak, mint Wally Safford és Greg Brooks. Prince meggyőzte őket, hogy maradjanak az együttessel a Hit N Run – Parade turné végéig. A zenész eddigre már eldöntötte, hogy feloszlatja az együttest a turné után. 1986 októberében Melvoin és Coleman (Bobby Z-vel) le lett váltva, amellyel lényegében feloszlott az együttes és megszakadt a Dream Factory album felvétele.

### Wendy & Lisa néven
A következő évben a duó kiadta az első albumát, a Wendy and Lisa-t a Columbia Recordson keresztül. 1989-ben kiadták a Fruit at the Bottom-ot, melynek kislemezei minimális sikert hoztak (egy legjobb 30-as dalt az Egyesült Királyságban).
1990-ben a duo aláírt a Virgin Record-szal az Egyesült Államokban és kiadták az Eroica-t. Ez az album is minimális sikert hozott. 1991-ben a Virgin UK kiadta a Re-mix-In-a-Carnation remixalbumot, amely az első három albumról tartalmazott dalokat, melyeket The Orb, William Orbit és Nellee Hooper remixelt. 
Az 1990-es évek közepén Wendy & Lisa több film-projekten dolgozott Trevor Hornnal. Ezek mellett albumok munkálatait is folytatták vele, de Horn feleségének homofóbiája miatt elhagyták a projekteket. Írtak dalokat Seallel, k.d. langgel, Joni Mitchellel, Meshell Ndegeocelloval, a Pearl Jammel, Terene Trent D'arbyval, Lisa Germanoval, Lisa Marie Presleyvel, Liz Phairrel, Michael Pennel, Grace Jonesszal, Trickyvel, Nikka Costával, Sheryl Crow-val, Victoria WIlliamsszel, Gwen Stefanival, Skye Edwards-dzal, Madonnával, a The Familyvel, Eric Claptonnal, Mac Millerrel. Ők készítették a Játékszerek (1992) és a Veszélyes kölykök (1995) filmzenéjét. Ezek után több sorozatnak is elkészítették betétdalait, mint a Bostoni halottkémek, a Hősök, az Érintés és a Jackie nővér.
Az 1998-as Girls Bros.-t függetlenül adták ki, mint ezek után a többi munkájukat is.
2004-ben a duó kibékült Prince-szel és több dalon is hozzájárultak a Planet Earth albumhoz.
2008 decemberében kiadták a White Flags of Winter Chimneys-t. A cím Joni Mitchell "Hejira" dalából származik. 2011-ben kiadták a Snapshots középlemezt, amelyen az elmúlt 20 év olyan dalai szerepeltek, amiket korábban nem adtak ki.

## Díjak
Wendy és Lisa technikailag Grammy-, és Oscar-díjasok a The Revolutionben való tagságuk miatt. A Purple Rain két Grammy-t és egy Oscar-díjat nyert el. 2010-ben nyertek egy Emmy-t a Jackie nővérben való munkájukért. Kaptak egy ASCAP-díjat a Veszélyes kölykök-ért, a Carnivàle-ért, a Bostoni halottkémekért és a Hősökért. Az Érintés főcímdaláért jelölték őket egy Emmy-díjra.

## Diszkográfia

### Albumok
- Wendy and Lisa (1987), Columbia Records (UK #84)
- Fruit at the Bottom (1989), Columbia Records (UK #45)
- Eroica (1990), Virgin Records (UK #33)
- Girl Bros. (1998), World Domination
- White Flags of Winter Chimneys (2008)

### Középlemezek
- Snapshots (2011)

### Filmzenei Albumok
- Toys (1992), Geffen Records
- Heroes: Original Score (2009), La-La Land Records
- Nurse Jackie: Season One Soundtrack (2010), Lionsgate Music
- Dirty Girl Original Motion Picture Soundtrack (2010), Lakeshore Music

### Kislemezek
| Év   | Kislemez               | Slágerlista | Slágerlista | Slágerlista | Slágerlista | Slágerlista | Album                      |
| Év   | Kislemez               | US          | BEL(FL)     | ITA         | NLD         | UK          | Album                      |
| ---- | ---------------------- | ----------- | ----------- | ----------- | ----------- | ----------- | -------------------------- |
| 1987 | "Waterfall"            | 56          | 15          | 13          | 17          | 66          | Wendy and Lisa             |
| 1988 | "Sideshow"             | —           | 40          | 25          | 34          | 49          | Wendy and Lisa             |
| 1988 | "Honeymoon Express"    | —           | —           | —           | —           | —           | Wendy and Lisa             |
| 1989 | "Are You My Baby?"     | —           | 13          | 25          | 12          | 70          | Fruit at the Bottom        |
| 1989 | "Lolly Lolly"          | —           | 16          | —           | 8           | 64          | Fruit at the Bottom        |
| 1989 | "Satisfaction"         | —           | —           | —           | —           | 27          | Fruit at the Bottom        |
| 1989 | "Waterfall '89"        | —           | —           | —           | —           | 69          | kislemez                   |
| 1990 | "Strung Out"           | —           | 42          | —           | 31          | 44          | Eroica                     |
| 1990 | "Rainbow Lake"         | —           | —           | —           | —           | 70          | Eroica                     |
| 1991 | "Don't Try to Tell Me" | —           | —           | —           | —           | 83          | Eroica                     |
| 1995 | "This Is the Life"     | —           | —           | —           | —           | —           | Dangerous Minds Soundtrack |

### Válogatásalbumok
- Re-Mix-in-a-Carnation (1991)
- Are You My Baby (1996)
- Always in My Dreams (2000)

## Munkák Prince mellett
A következő dalokat az ASCAP részben a Wendy & Lisa munkájaként regisztrálta:
- "17 Days": Prince, Wendy, Lisa, Dr. Fink
- "America": Prince, Wendy, Lisa, Brown Mark, Dr. Fink, Bobby Z.
- "A Million Miles (I Love You)": Prince, Lisa
- "Computer Blue": Prince, Wendy, Lisa, Dr. Fink, John L. Nelson
- "Mountains": Prince, Wendy, Lisa (US #23/UK #45)
- "Power Fantastic": Prince, Wendy, Lisa
- "Sometimes It Snows In April": Prince, Wendy, Lisa